# Jean-Jacques Feuchère
Jean-Jacques Feuchère (Parigi, 24 agosto 1807 – Parigi, 25 luglio 1852) è stato uno scultore francese.

## Biografia
Feuchère fu allievo di Jean-Pierre Cortot (1787-1843) e tra i suoi allievi c'era Jacques-Léonard Maillet (1823-1894). È autore di uno dei bassorilievi dell'Arco di Trionfo di Parigi.

## Opere
Opere maggiori di Jean-Jacques Feuchère:
- 1833: Il passaggio del ponte di Arcole, Arco di Trionfo di Parigi;
- 1844: Cavaliere arabo, Pont d'Iéna a Parigi;
- 1854: La legge, piazza del Palazzo Borbone a Parigi.

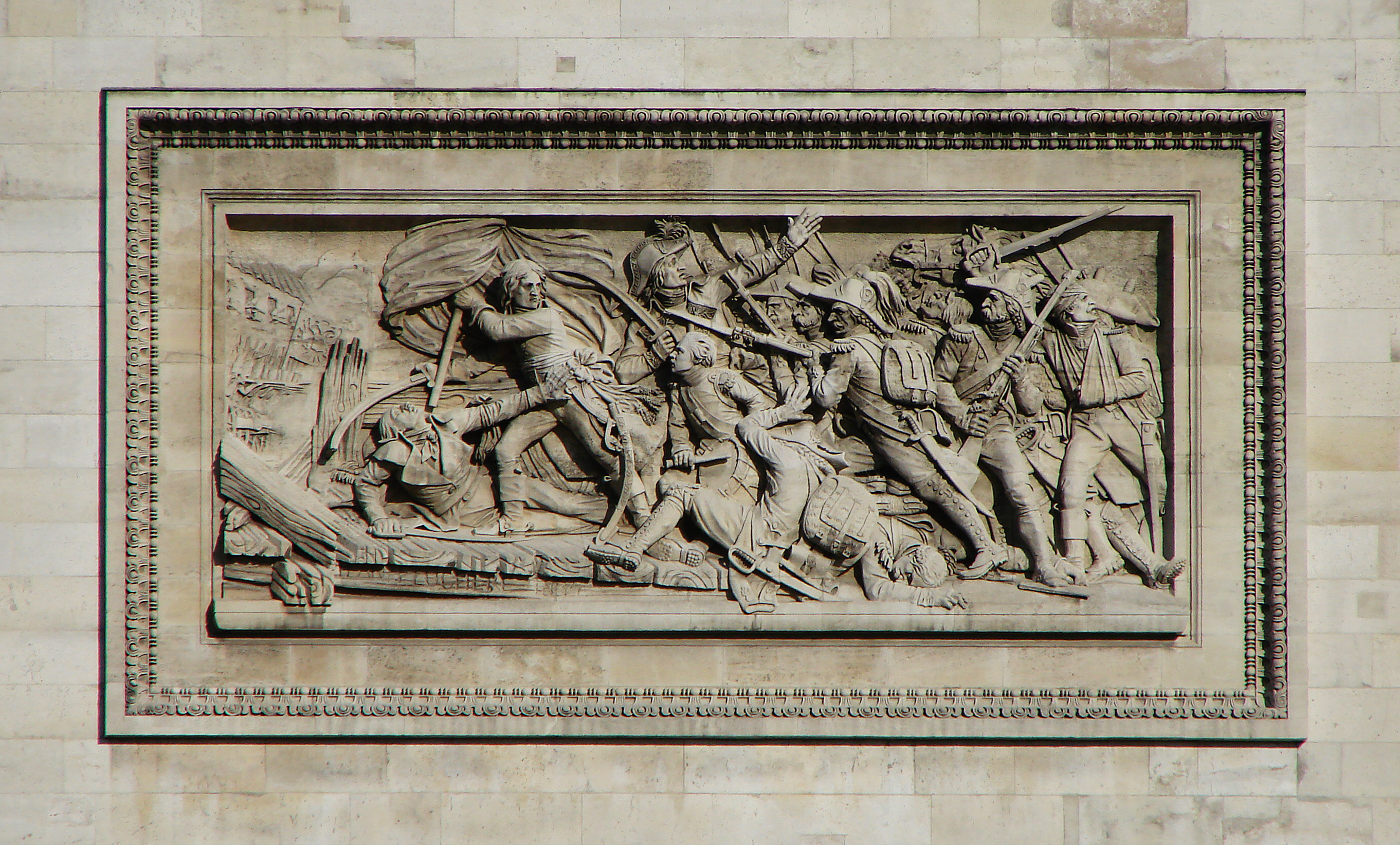
Il passaggio del ponte di Arcole, Arco di Trionfo di Parigi, 1833
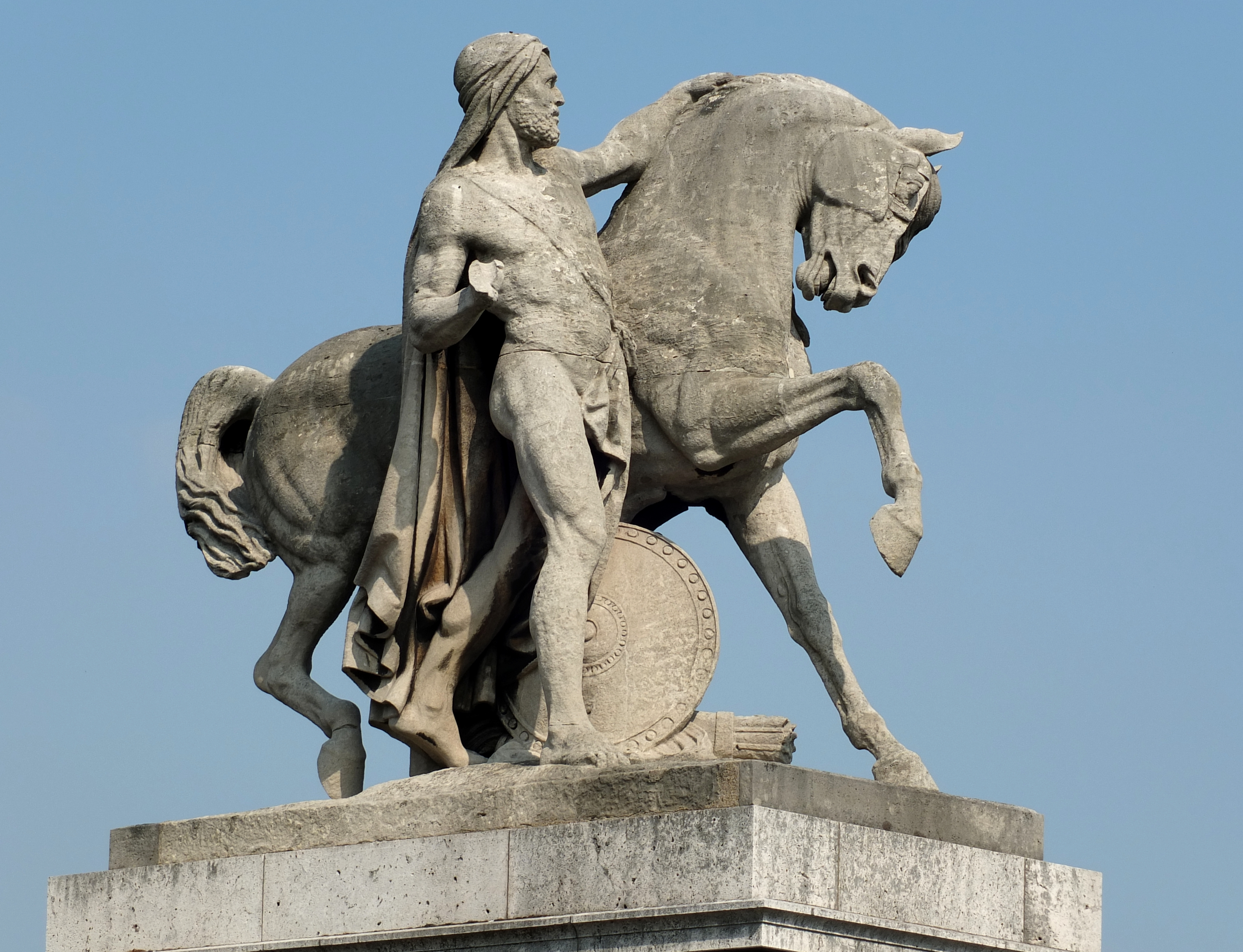
Cavaliere arabo, Pont d'Iéna a Parigi, 1844
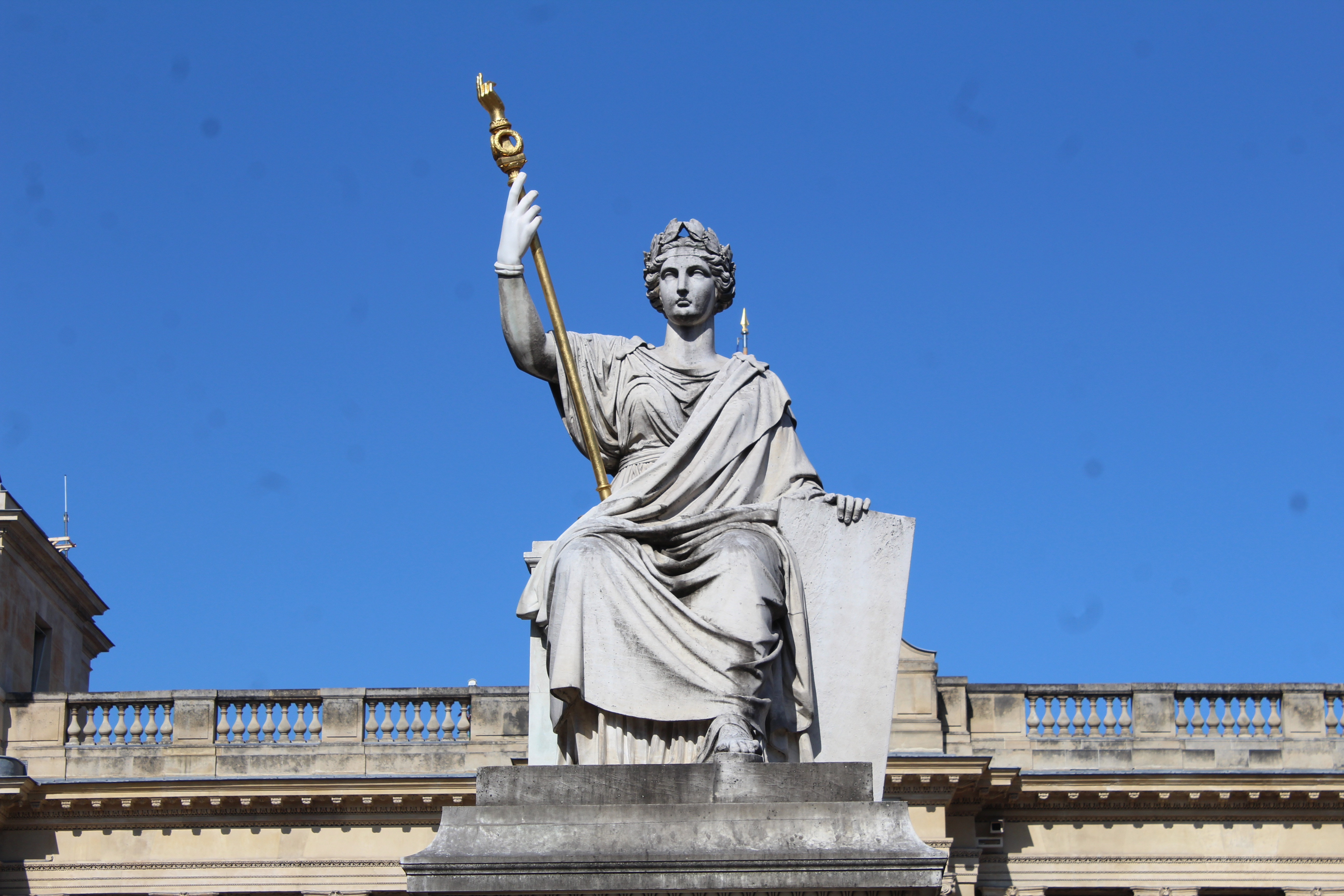
La legge, piazza del Palazzo Borbone a Parigi, 1854